# Cáchy
Cáchy (německy Aachen, výslovnost  [ˈaːχən]IPA, v místním nářečí Oche, francouzsky Aix-la-Chapelle [eks la šapel], nizozemsky Aken, polsky Akwizgran, latinsky Aquæ Granni nebo Aquisgranum, ve staré češtině Aach nebo Ach) jsou historické a lázeňské město v nejzápadnější části Německa, ve spolkové zemi Severní Porýní-Vestfálsko. Leží těsně u nizozemských a belgických hranic, 65 km jihozápadně od Kolína nad Rýnem a 600 km západně od Prahy. Ve městě žije přibližně 253 tisíc obyvatel, je sídlem biskupství a excelentní technické univerzity (RWTH Aachen). Katedrála Panny Marie je zapsána na seznamu světového dědictví UNESCO.

## Geografie
Sousední obce v Německu: Herzogenrath, Würselen, Eschweiler, Stolberg, Roetgen, v Belgii: Raeren, Kelmis, Plombières, v Nizozemsku Vaals, Gulpen-Wittem, Simpelveld, Heerlen a Kerkrade.

## Historie města

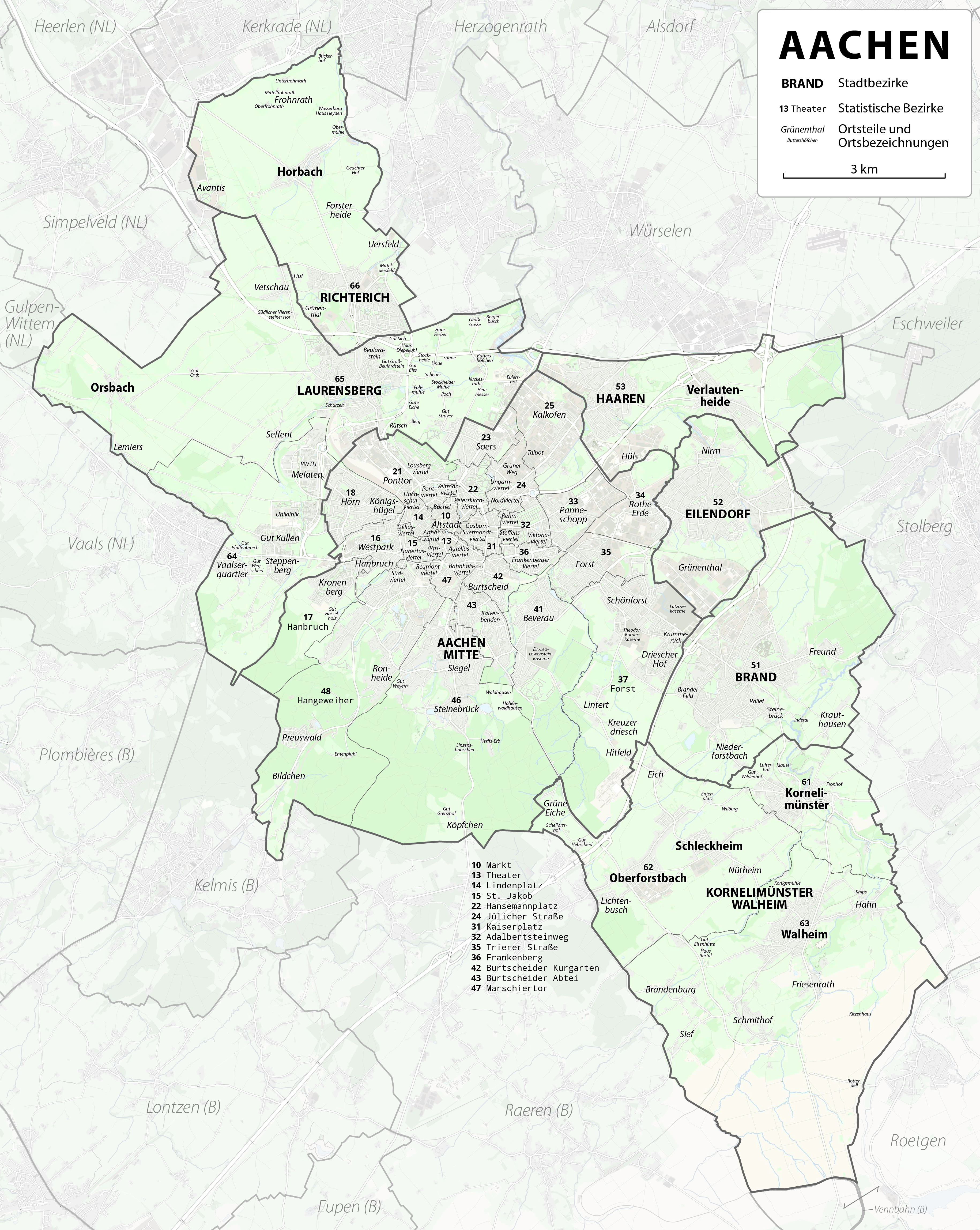
Mapa města

Místo bylo obydleno už v paleolitu, protože se zde těžil pazourek. Líbilo se už starým Keltům i Římanům, kteří zde objevili nejteplejší prameny na sever od Alp (37 až 75 °C) a nazvali město podle nich a keltského božstva Granna Acquae Granni. Zkomolením obou jmen patrně časem vznikl německý název Aachen a nizozemský Aken. Český název Cáchy vznikl zkomolením spojení „z Aachen“ nebo ze spojení „ze âchen“, tj. „u vody“ nebo „u pramenů“, kde došlo ke spojení starší německé předložky ze (k, dnešní zu) se jmenným základem. Římané zde už na počátku letopočtu vybudovali lázeňské město o rozloze asi 25 ha a přivedli do něho vodu z teplých pramenů.

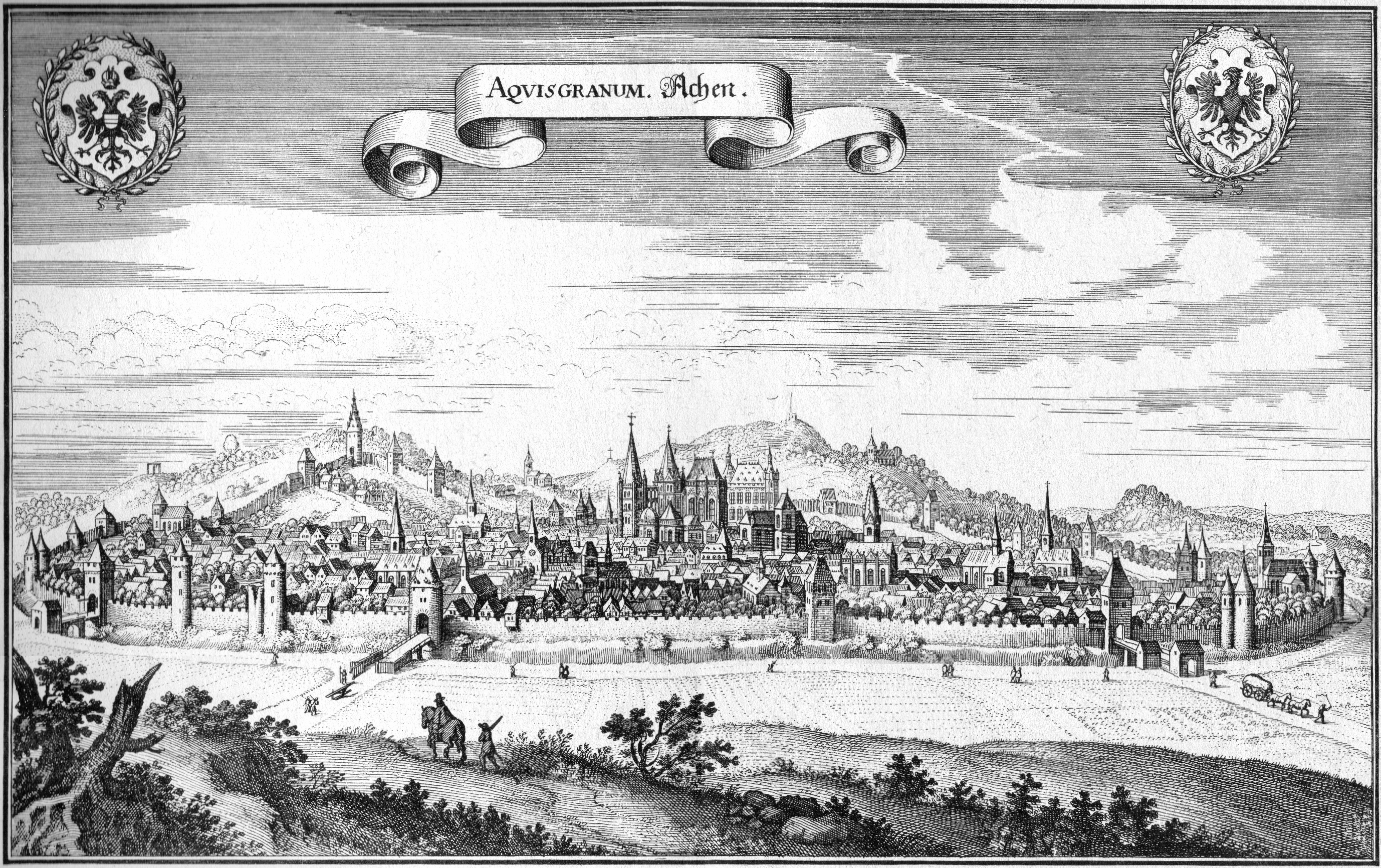
M. Merian: Aachen kolem roku 1647

Za vlády franského krále Pipina III. Krátkého vznikla v Cáchách královská falc. Roku 788 se stala zimním sídlem nejmocnějšího vládce raného středověku Karla Velikého, který se stejně jako jeho předchůdci a následníci stěhoval po celé říši. Cáchy si však zamiloval a postupně je učinil svojí hlavní rezidencí i centrem vzdělanosti a kultury. Roku 796 položil základní kámen tzv. Oktogonu, centrální části dnešního dómu, a roku 814 byl v jeho předsíni pohřben. V letech 936-1531 zde bylo korunováno 30 německých králů, mezi nimi i Karel IV., Václav IV. a jako poslední Ferdinand I. Habsburský. Roku 1166 se Cáchy staly svobodným městem a sídlem německého království. Roku 1177 začal císař Fridrich I. Barbarossa se stavbou vnitřní městské hradby, zhruba v trase dnešního Grabenringu. Roku 1257 začala stavba vnější hradby s 11 branami a 22 věžemi, přibližně v trase dnešního Alleenringu. Teprve roku 1841 se město začalo rozrůstat mimo tuto hradbu.
O hospodářský vzestup města se přičinili hlavně soukeníci a mědikovci, ale od 13. století se zde pravidelně vystavovaly vzácné relikvie, takže se Cáchy staly i významným poutním místem. 25. července 1349 byl v cášské katedrále korunován Karel IV. na říšského krále a v letech 1355-1414 byl starý chór dómu nahrazen gotickým vysokým chórem. 6. července 1376 zde byl korunován Václav IV. Koncem 16. století se ve městě prosadila reformace, proti níž císař Rudolf II. a po něm Matyáš Habsburský ostře zakročili.

Roku 1601 měly Cáchy přes 14 tisíc obyvatel, z toho však jen 2829 mělo měšťanská práva. Roku 1656 velká část města vyhořela, ale v následujících letech zde začal valonský lékař François Blondel budovat velkolepé lázně s kasinem a tanečními sály. Mezi pravidelné hosty patřil například ruský car Petr I. Veliký, pruský král Fridrich II. Veliký nebo hudební skladatel Georg Friedrich Händel. Roku 1668 byla prvním cášským mírem ukončena Devoluční válka mezi Francií a Španělskem a roku 1748 Druhým cášským mírem skončily Války o rakouské dědictví. Po Vídeňském kongresu připadly Cáchy roku 1815 Prusku, 1830 měšťané a vojáci potlačili dělnické nepokoje kvůli zavádění strojů a 1841 bylo město připojeno na železnici.

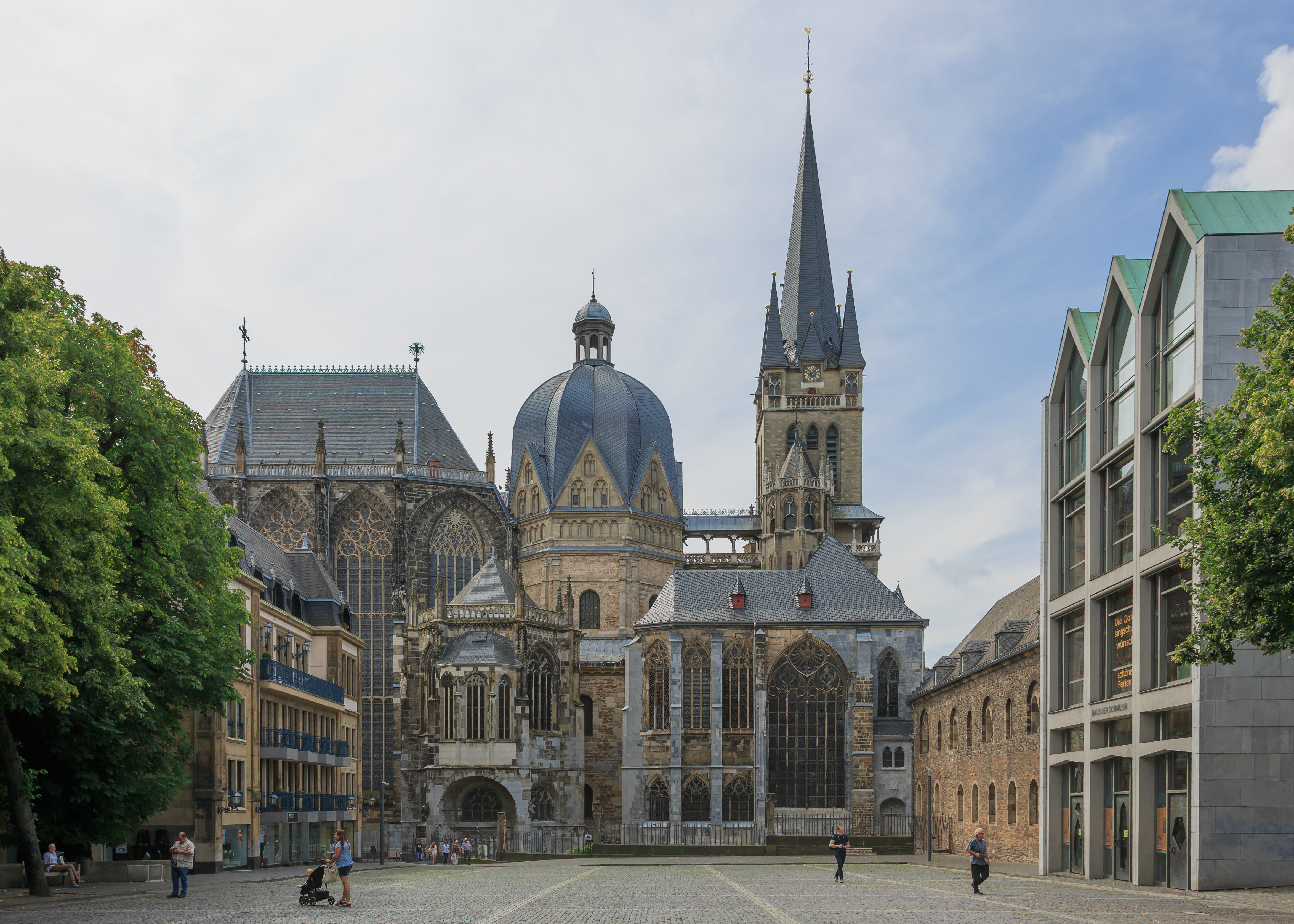
Katedrála Panny Marie

Po první světové válce Cáchy silně utrpěly politickými nepokoji (Rýnská republika), reparacemi a hospodářskou krizí. Pravidelná pouť do Cách roku 1937, které se účastnilo 800 tisíc lidí, vyústila v tichý protest proti nacistické vládě. Při pogromech v listopadu 1938 byla zničena synagoga a přes 500 cášských Židů zahynulo v koncentračních táborech.
Za druhé světové války byly Cáchy těžce postiženy leteckými nálety, 65 % bytové plochy bylo zničeno a mnoho historických památek poničeno. 1944 byli obyvatelé nuceně evakuováni, ale velitel města Gerhard von Schwerin chtěl původně město opustit a předat nepoškozené spojencům, proto nechal na telegrafním úřadě vzkaz v angličtině, kde vysvětlil svůj ústup a žádal o pomoc pro německé civilisty ve městě. 3. americká obrněná divize dosáhla hranice města 13. září 1944. Když Schwerin zjistil, že spojenci zastavili postup před městem, změnil svůj názor a poslal své jednotky zpět do města, kde se pak bojovalo o každou ulici podle Hitlerova přímého rozkazu. Za to, že ho splnil se zpožděním, měl být Schwerin odsouzen k smrti za zradu, s pomocí maršála Rundstedta a Modela dostal pouze válečné pokárání a byl poslán na italskou frontu. Město bylo nakonec silně poškozeno kvůli urputným bojům a po šesti týdnech obléhání byly Cáchy 21. října 1944 prvním osvobozeným německým městem.
Roku 1950 byla v Cáchách poprvé udělena Cena Karla Velikého za zásluhy o mír v Evropě, kterou zde roku 1991 obdržel i Václav Havel.

## Památky

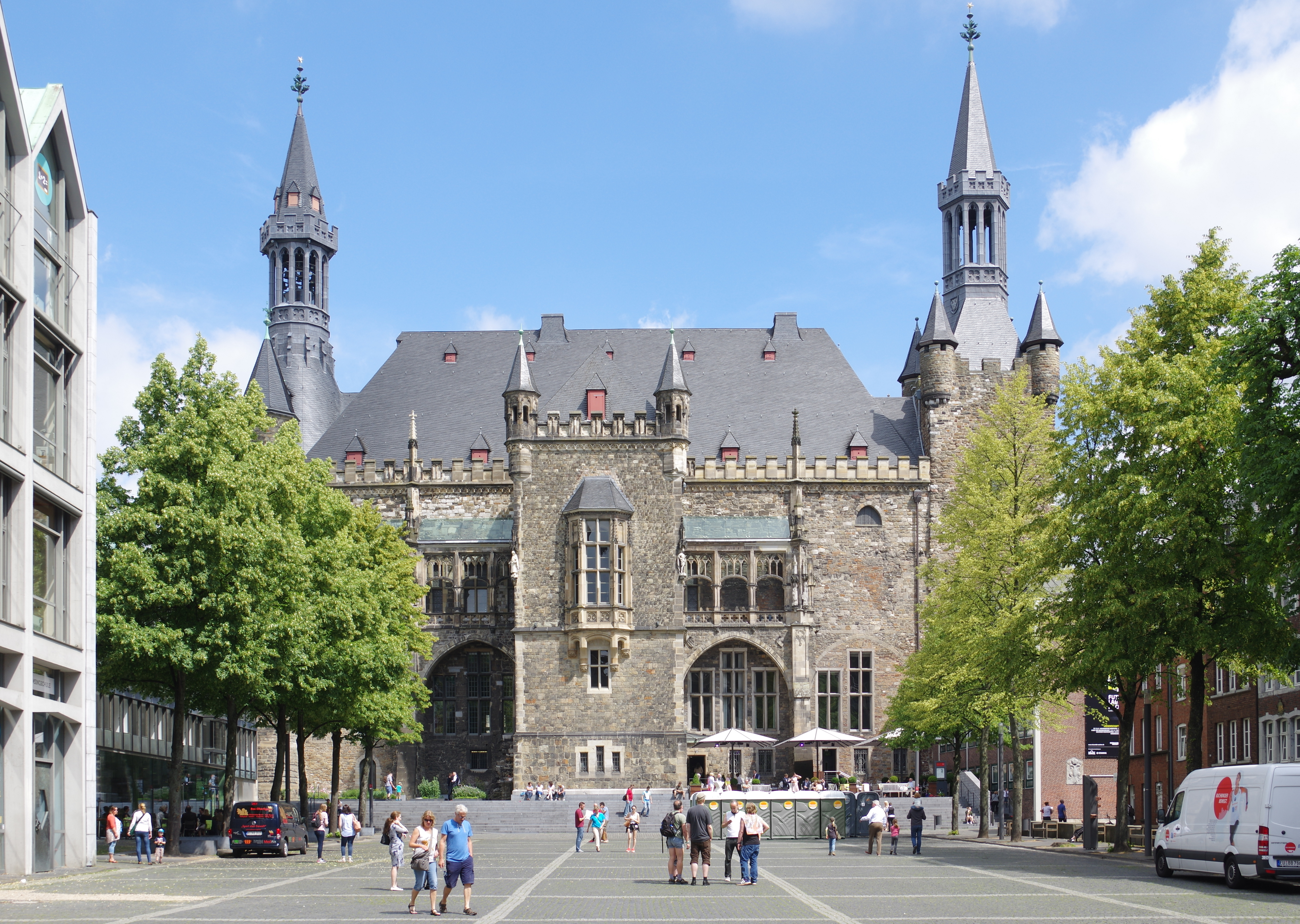
Stará radnice

Symbolem města je katedrála Panny Marie. Její historie sahá do roku 786 kdy Karel Veliký založil na falci osmibokou patrovou kapli P. Marie (Oktogon, Capella palatina) podle vzoru kostela San Vitale v Ravenně, ve 14. století rozšířenou o gotický chór. Karel IV. dal podle vzoru cášské kaple postavit na Novém Městě pražském kostel Panny Marie a svatého Karla Velikého (Karlov).
K dalším historickým památkám města patří zejména gotická radnice, založená roku 1355 na místě bývalého paláce Karla Velikého, dvě středověké brány a zbytky opevnění i mnoho historických domů z 15.–18. století.
- Muzeum Suermond – Ludwig (Wilhelmstrasse) vystavuje antické vázy a výtvarné i užité umění od středověku do současnosti.
- Forum Ludwig (Jüllicher Strasse) vystavuje sbírky moderního a současného umění.
- Museum Couven (Hünermarkt) vystavuje historický nábytek z 18. a 19. století.
- Mezinárodní muzeum tisku v pozdně gotickém domě v Pontstrasse představuje noviny a časopisy od 17. století.

### Galerie

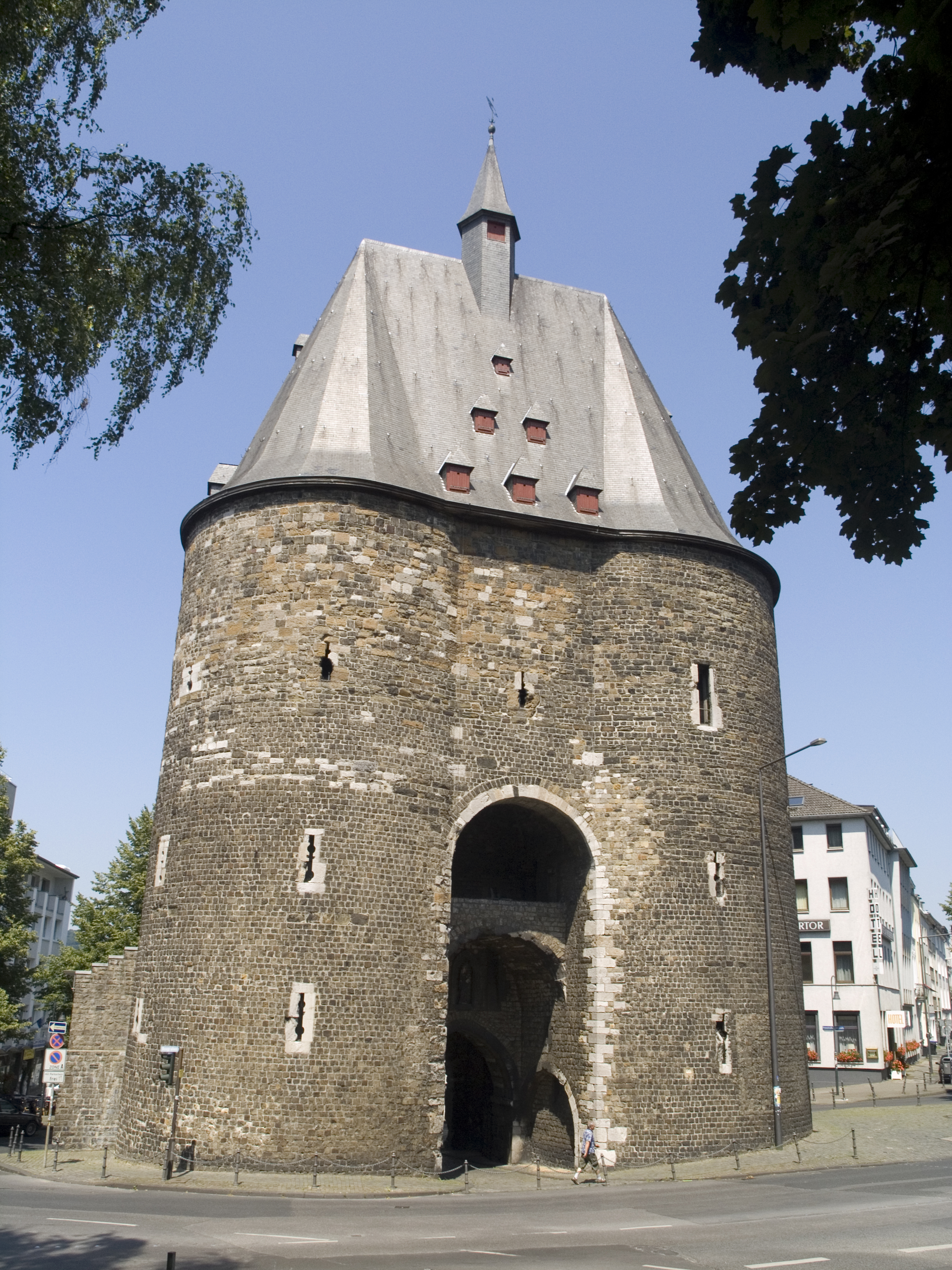
Marschiertor
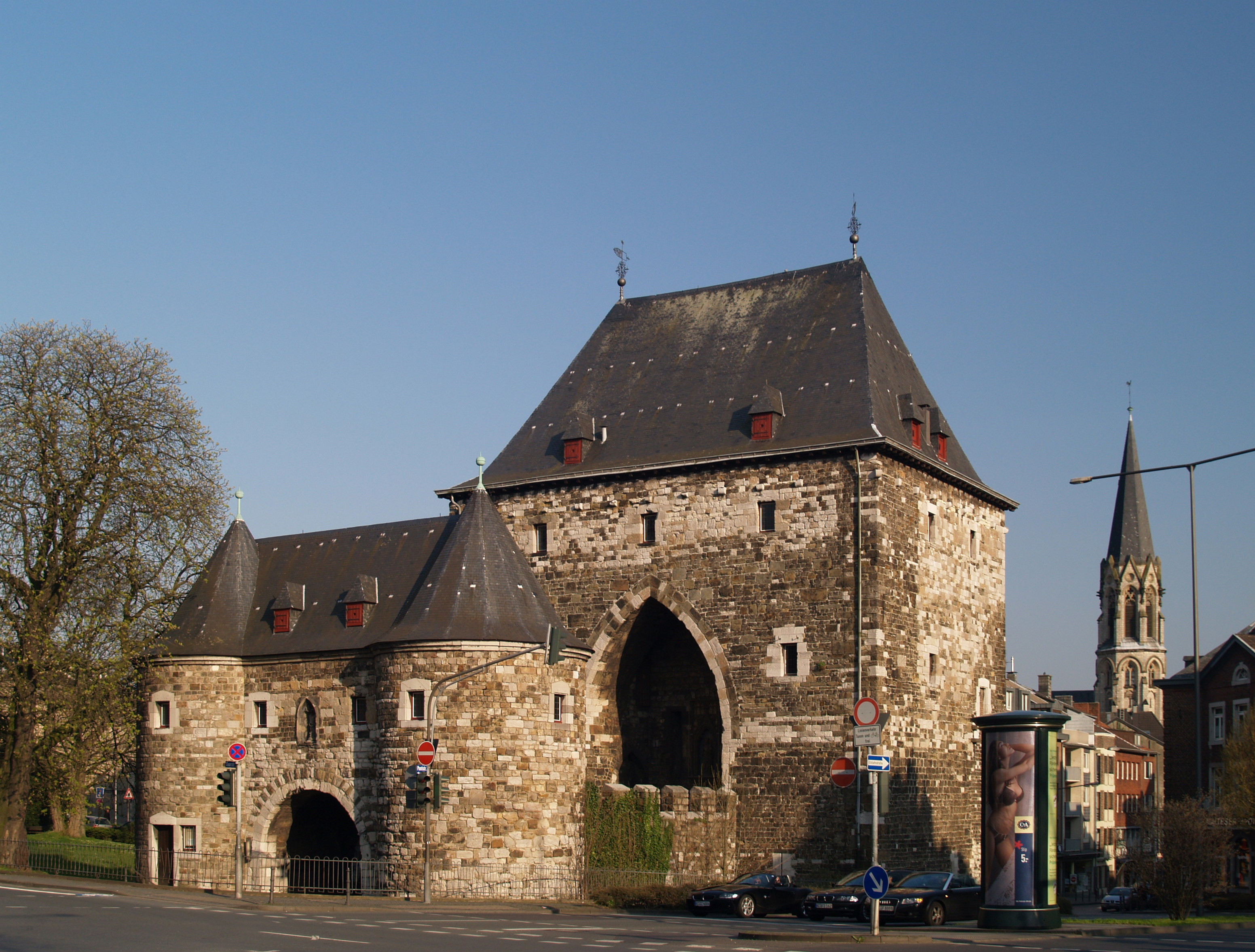
Ponttor
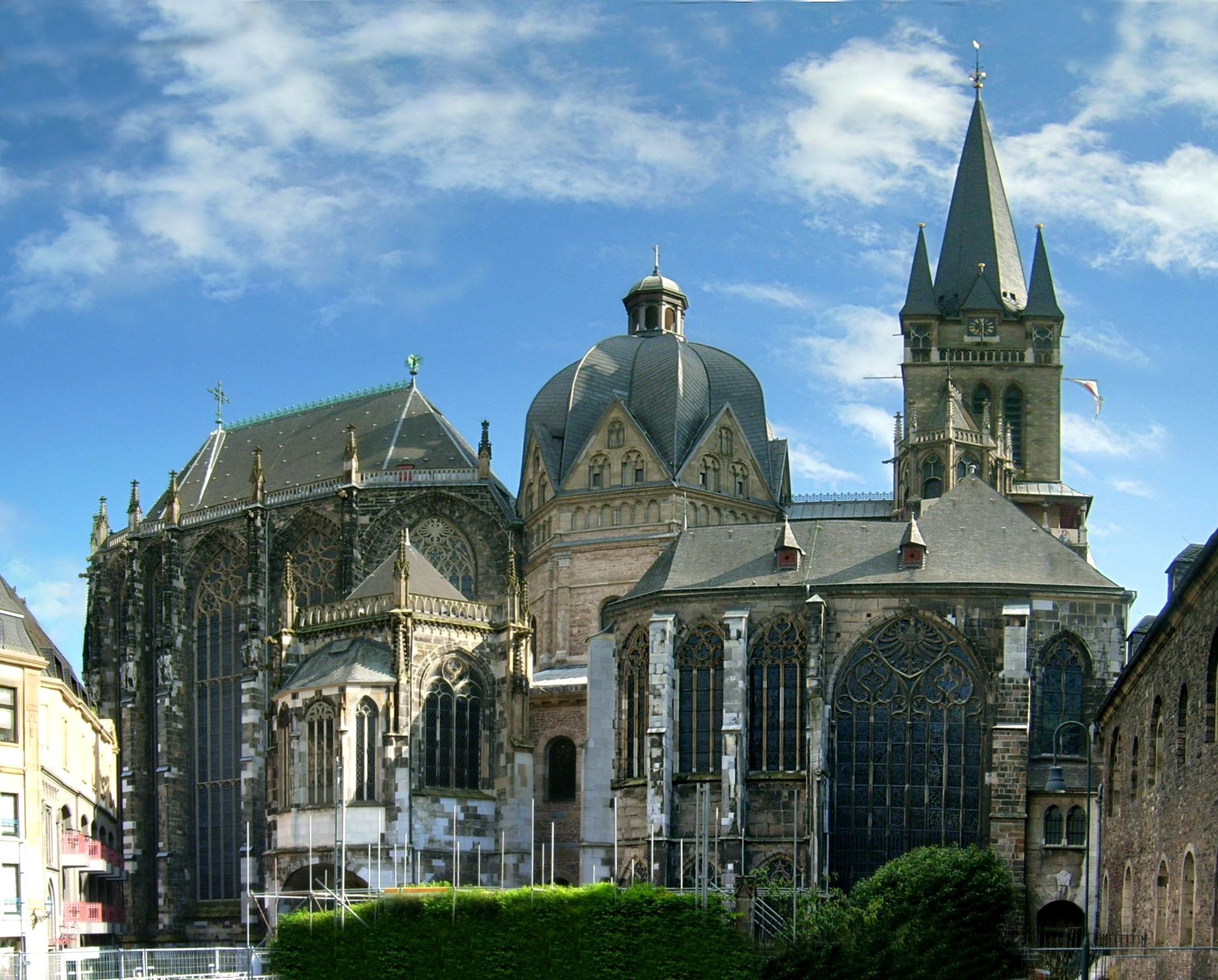
Dóm P. Marie (uprostřed je Oktogon s kopulí)
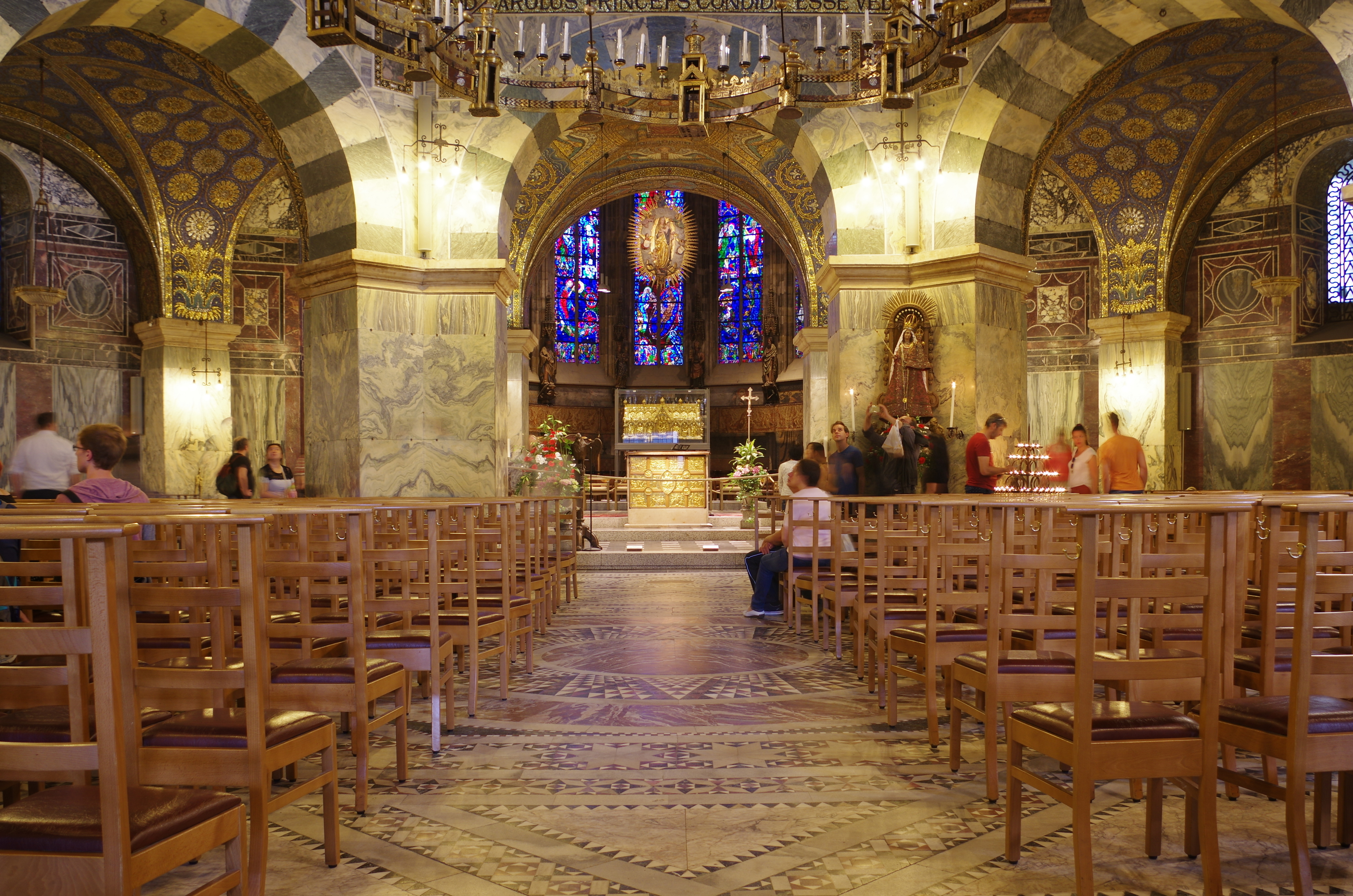
Oktogon (Capella palatina), vnitřek
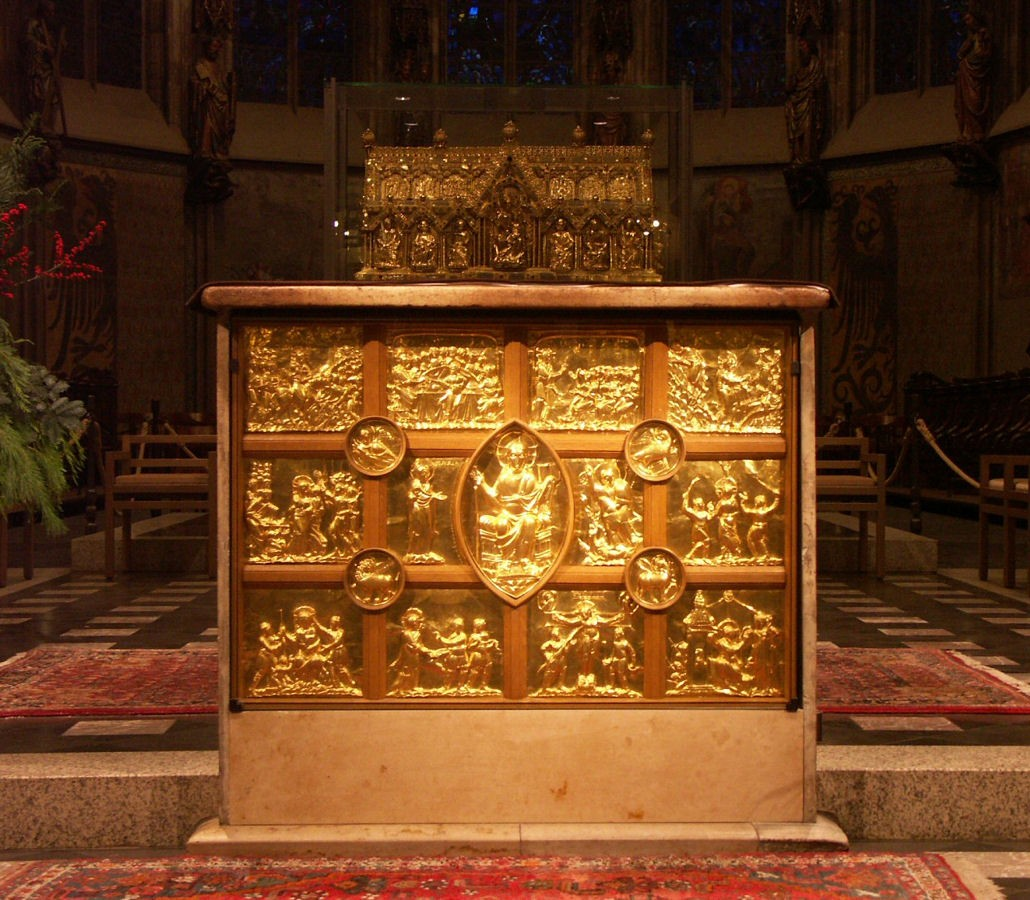
Hlavní oltář s otónským antependiem

## Doprava
Na dálniční křižovatce Aachen se křižují dálnice A 4 do Kolína nad Rýnem a do Nizozemska a dálnice A 44 do Düsseldorfu a do Belgie.
Vedle hlavního nádraží mají Cáchy ještě další nádraží a zastávky pro místní železniční provoz, včetně husté sítě příměstské dopravy. Na hlavním nádraží zastavují expresní vlaky Thalys na trati Paříž – Brusel – Kolín nad Rýnem a mezinárodní ICE na trati Brusel – Kolín nad Rýnem – Frankfurt nad Mohanem.
V roce 1880 vyjela do ulic první koňská dráha, od roku 1895 postupně rozšiřovaná v elektrickém provozu. Rozsáhlá síť tramvají a později i trolejbusů však byla roku 1974 zrušena a nahrazena autobusy.
Mezinárodní letiště Maastricht-Aachen v Nizozemsku leží asi 30 km od centra města, mezinárodní letiště Köln-Bonn i letiště Düsseldorf asi 90 km.

## Osobnosti
- Arthur Eichengrün (1867–1949), německý chemik a farmakolog[7]
- Henri Victor Regnault (1810–1878), francouzský chemik a fyzik[8]
- Ludwig Mies van der Rohe (1886–1969), německý architekt[9]
- Edith Franková-Holländerová (1900–1945), matka Anne Frankové, zavražděna v Osvětimi[10]
- Armin Laschet (* 1961), německý politik[11]
- Uli Kusch (* 1967), německý heavymetalový bubeník[12]
- Kool Savas (* 1975), německý rapper[13]
- David Garrett (* 1980), americko-německý houslista[14]
- Kai Havertz (* 1999), německý fotbalový záložník a reprezentant[15]

## Partnerská města
- Arlington County, Spojené státy americké (1993)
- Halifax, Spojené království (1979)
- Kapské Město, Jihoafrická republika (1999)
- Kladno, Česko
- Kostroma, Rusko (2005)
- Naumburg, Německo (1988)
- Ning-po, Čína (1986)
- Remeš, Francie (1967)
- Roš ha-Ajin, Izrael (2007)
- Toledo, Španělsko (1985)

## Exonymum
Ačkoli je užívání exonym ve 21. století spíše na ústupu, v českém jazykovém prostoru je pojmenování Cáchy bežné, oproti německému Aachen.[zdroj?]

### Související čláínky
- Katedrála Panny Marie (Cáchy)